# Фрейзер (плато)
Фре́йзер (англ. Fraser Plateau) — межгорное лавовое плато в Канаде, на юге канадских Кордильер; часть Внутреннего плато.
Преобладающие высоты составляют от 600 до 1800 м; отдельные островные вулканические горы достигают высоты 2400 м. Поверхность плато полого-холмистая, перекрыта ледниковыми отложениями. Климат умеренный, засушливый. Растительность степная (в долинах), лесостепная (на плато). Зерновое и пастбищное хозяйство, в долинах — орошаемое земледелие.